# Constitution du Liban
Lire en ligne

sur Wikisource : texte original en arabe, traduction en français

Moutassarifat du Mont-Liban (autonomie réalisée en 1861 et 1864) région autonome de l' Empire ottoman
La Constitution du Liban a été adoptée le 23 mai 1926 et modifiée à la suite de l'accord de Taëf signé le 23 octobre 1989.
Elle prévoit un système multiconfessionnel au Liban. Ainsi, par exemple, tous les sièges du parlement sont réservés en fonction des confessions et des régions.